# Айрилик-Чешмесі (станція)
41°00′01″ пн. ш. 29°01′48″ сх. д. / 41.00018660935° пн. ш. 29.030124739384° сх. д.
Айрилик-Чешмесі (тур. Ayrılık Çeşmesi) — залізнична станція на лінії S-bahn Мармарай, розташована при вʼїзді до тунелю під протокою Босфор у місті Стамбул. Станція розташована безпосередньо за анатолійським порталом тунелю. 

## Обладнання станції[1]
- 2 входи та виходи,
- 4 ескалатори
- 1 ліфт,
- 1 квиткова каса
- 2 автомати для продажу квитків,
- 1 автомат для продажу електронних квитків,
- 14 турнікетів, у тому числі 2 для маломобільних пасажирів
- 10 пасажирських інформаційних екранів.

## Пересадки
- Айрилик-Чешмесі

## Визначні місця
- Фонтан розлуки[tr]
- Мечеть Ібрагіма-аги[tr]
- Фонтан Ібрагіма-аги[tr]
- Наутілус-тепе[en]
- Середня школа Халіл Турккан
- Професійно-технічна анатолійська середня школа Хайдарпаша
- Університет наук про здоров'я[en]
- Навчально-дослідна лікарня Гайдарпаша-Нумуне
- Навчально-дослідна лікарня торакальної та серцево-судинної хірургії Сіямі-Ерсек
- Навчально-дослідна лікарня Султана Абдулхаміда Хана (колишня GATA)

## Сервіс
| Попередня станція  | Лінія | Лінія    | Лінія | Наступна станція        |
| ------------------ | ----- | -------- | ----- | ----------------------- |
| Ускюдар до Халкали |       | Мармарай |       | Сьог'ютлючешме до Гебзе |